# ZiiLABS
ZiiLABS（官方簡體中文名稱：籽亿）成立於2009年1月8日，是一家半導體公司，由新加坡創新科技的個人數位娛樂部門與子公司3DLABS合併而成，公司總部位於新加坡的國際商業園，並在美國加利福尼亞州的苗必达及英國薩里郡設有分公司。ZiiLABS公司目前已经与Ideaworks3D、Wolfson等公司建立合作夥伴關係，共同開發Zii平台的產品。

## 公司產品
公司成立之日即發布整合運算單元的多核心SoC系統晶片Zii（全稱Zen II），型號ZMS-05，以雙ARM CPU位數要架構。2009年7月由母公司創新科技推出Zii Egg多媒體播放器。它並不是公開銷售的產品，而是針對開發者。它採用ZMS-05處理器，支援多點觸控，擁有256 MB系統記憶體，支援利用SDHC記憶卡作儲存擴充。立體加速方面，支援OpenGL ES。音頻技術方面，支援X-Fi技術。作業系統方面，可以採用Android或者Plaszma。 
2009年11月推出了ZMS-08，支援1080p的高清視頻播放。ZMS-08內有一個ARM Cortex-A8處理器。另外，加入了創新科技的幹細胞計算技術。內有64個處理陣列。核心集成了HDMI控制器，裝置可以直接使用HDMI輸出。ZMS-08支援OpenGL ES 2.0立體加速。另支援Xtreme Fidelity X-Fi音頻技術，加強音效。ZMS-08能夠採用自家基於Linux的Plaszma作業系統。
2009年12月推出名為「Zii TRINITY」的概念智能手機。它採用ZMS-05處理器，並有500萬像素鏡頭。